# Baptistenkerk (Tweede Exloërmond)
De baptistenkerk in Tweede Exloërmond werd gebouwd in 1905, maar kreeg in 1922, na een ingrijpend verbouwing, de huidige vorm. De kerk staat aan het Zuiderdiep 85 in de Drentse plaats Tweede Exloërmond.

## Beschrijving
In 1905 werd de grond waarop de kerk staat geschonken door Hendrik Koops. In hetzelfde jaar werd hier de baptistenkerk gebouwd, die in 1906 in gebruik werd genomen onder de naam "Rehoboth". De naam Rehoboth staat nog steeds op het bij de kerk behorende verenigingsgebouw, dat in 1981 werd geplaatst. In 1922 werd de kerk ingrijpend verbouwd. Volgens een informatiepaneel bij de kerk zou de veenkoloniale architect Klaas Prummel zowel de oude kerk uit 1905 als de nieuwe kerk uit 1922 hebben ontworpen. Of dit juist is moet op basis van de inventarisatie gemaakt door Dubbelboer in 2011 van het werk van Prummel in de Tweede Exloërmond echter worden betwijfeld.
De rechtgesloten zaalkerk heeft een symmetrische voorgevel. De entree en stoep bevinden zich in het middenrisaliet. Ter weerszijden van de entree bevinden zich tweedelige rechthoekige vensters. Het middenrisaliet wordt verlengd door een toren van 18 meter hoog. Boven de entree is een art decoachtig tegeltableau aangebracht met de vermelding "BAPT. KERK" en het jaar van de verbouwing "1922". Daarboven is een vierdelig boogvormig venster. Ter weerszijden zijn klimmende boogvormige vensters van respectievelijk drie en vijf delen in de gevelwand aangebracht. In het torendeel bevinden zich drie rechthoekige vensters recht boven elkaar en van elkaar gescheiden door banden. Onder de galmgaten in de toren is een uurwerk aangebracht. De toren wordt bekroond met een spits, die in 1979 werd geplaatst. De roestvrijstalen vlag op de spits van de toren, is ontworpen en geproduceerd door Luut Niemeijer.